# Zündkerzenkabel
Zündkerzenkabel (auch: Zündleitungen oder Zündkabel) transportieren die in einer Zündspule erzeugte oder von einem Zündverteiler gelieferte Zündspannung zur entsprechenden Zündkerze. Dabei müssen sie auch unter extremen Betriebsbedingungen (etwa bei einem Motorrad) eine zuverlässige Energieübertragung sowie eine gute elektrische Isolierung der Zündspannung von bis zu 30 kV gewährleisten.

## Bauformen
Die häufigsten Bauformen sind:

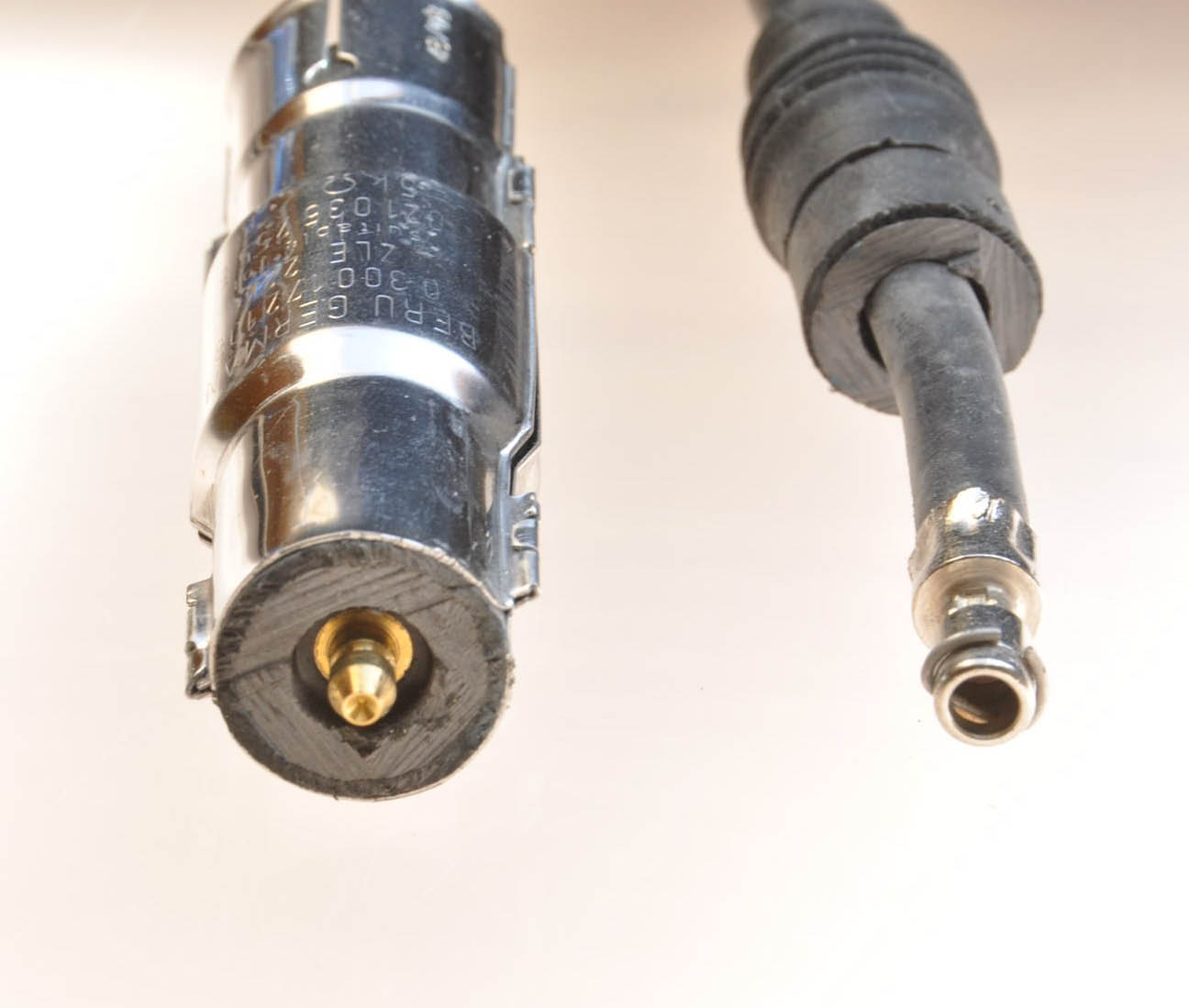
Zündkerzenstecker aufgesägt. Daneben liegt das Zündkabel.

- Blindwiderstands-Zündleitungen (mit Stahldraht und elektromagnetischem Karbon und Silikon als Leitermaterial)
- Wirkwiderstands-Zündleitungen (mit elektromagnetischem Karbon und Silikon als Leitermaterial)
- Widerstandarme Kupfer-Zündleitungen

Der Widerstand dient dabei der Funkentstörung. Sind die Zündkerzenkabel motorbedingt ungleich lang, wird eine widerstandslose Kupferzündleitung verwendet. Der Widerstand befindet sich dann im Zündkerzenstecker.